# Ahti Karjalainen
Ahti Kalle Samuli Karjalainen (10 tháng 2 năm 1923 – 7 tháng 9 năm 1990) là chính trị gia Phần Lan. Ông là đảng viên của Liên đoàn Điền địa (sau đó được biết với Keskusta, Đảng Trung tâm) và hai lần giữ chức Thủ tướng Phần Lan.